# شهرستان دهقان‌آباد
ناحیهٔ دهقان‌آباد (به ازبکی: Dehqonobod tumani، دهقان‌آباد تومنی) ناحیهی در ازبکستان است که در ولایت کشک‌دریا واقع شده‌است. مرکز این ناحیه روستای قره‌شینه است.
ناحیه دهقان‌آباد در ۲۹ سپتامبر ۱۹۲۶ تأسیس شد. در سال ۱۹۶۲، دهقان‌آباد با ناحیه گذار، ناحیهی دیگر در ولایت کشک‌دریا ادغام شد و در سال ۱۹۷۱ از گذار جدا شد. ناحیه دهقان‌آباد در جنوب شرقی ولایت کشک‌دریا واقع شده‌است. با ناحیه گذار از شمال غربی، ناحیه کاماشی از شمال شرق، ناحیه سرخان‌دریا در جنوب شرق و از سمت غرب با ترکمنستان هم‌مرز است.
مساحت ناحیه دهقان‌آباد ۴ هزار کیلومتر مربع و جمعیت آن ۱۱۰ هزار نفر است.